# Stebbingdromia plumosa
Stebbingdromia plumosa is een krabbensoort uit de familie van de Dromiidae. De wetenschappelijke naam van de soort is voor het eerst geldig gepubliceerd in 1984 door Lewinsohn.